# Храм Священномученика Ермогена (Ташкент)
Храм Священномученика Ермогена в Ташкенте — православный храм Ташкентской и Узбекистанской епархии Среднеазиатского митрополичьего округа Русской православной церкви.

## История
Храм находится в глубине махалли в северо-восточной части Ташкента (Мирзо-Улугбекский район, ул. Ойшаханум) и с двух сторон зажат узкими улочками.
Освящён 29 декабря 1956 года архиепископом Ермогеном.
История церкви начинается со строительства Святителя Николая Мирликийского в 1890 году в селе Никольское Ташкентского уезда Ниязбекской волости.
Храм в селе Никольском разрушен богоборцами в 1930-е годы.
В 1948 году открыт молитвенный дом, который, однако, был снесён уже через 2 года.
В 1954 году священник Сергий Никитин купил землю и дом, где разместилась домовая церковь.
С 1985 года настоятелем храма был протоиерей Сергий Нестеренко. В 2005 году он уехал в Россию, где скончался в июне 2011 года. Затем, вплоть до своей смерти в 2009 году, настоятелем храма был Пахомий Лай. В настоящее время настоятелем храма является священник Отец Владимир .

## Фото

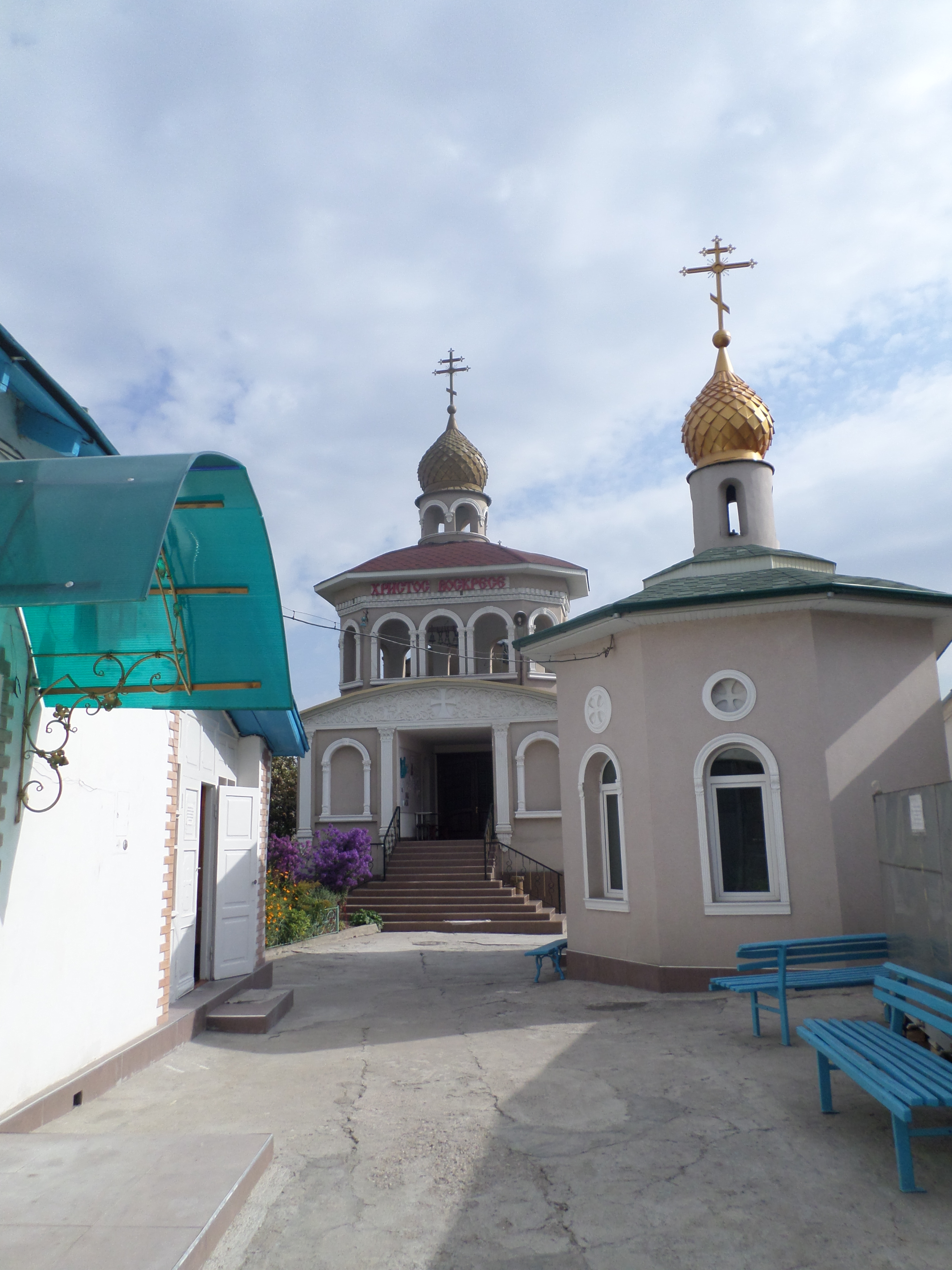
Новое здание крестильни и библиотеки
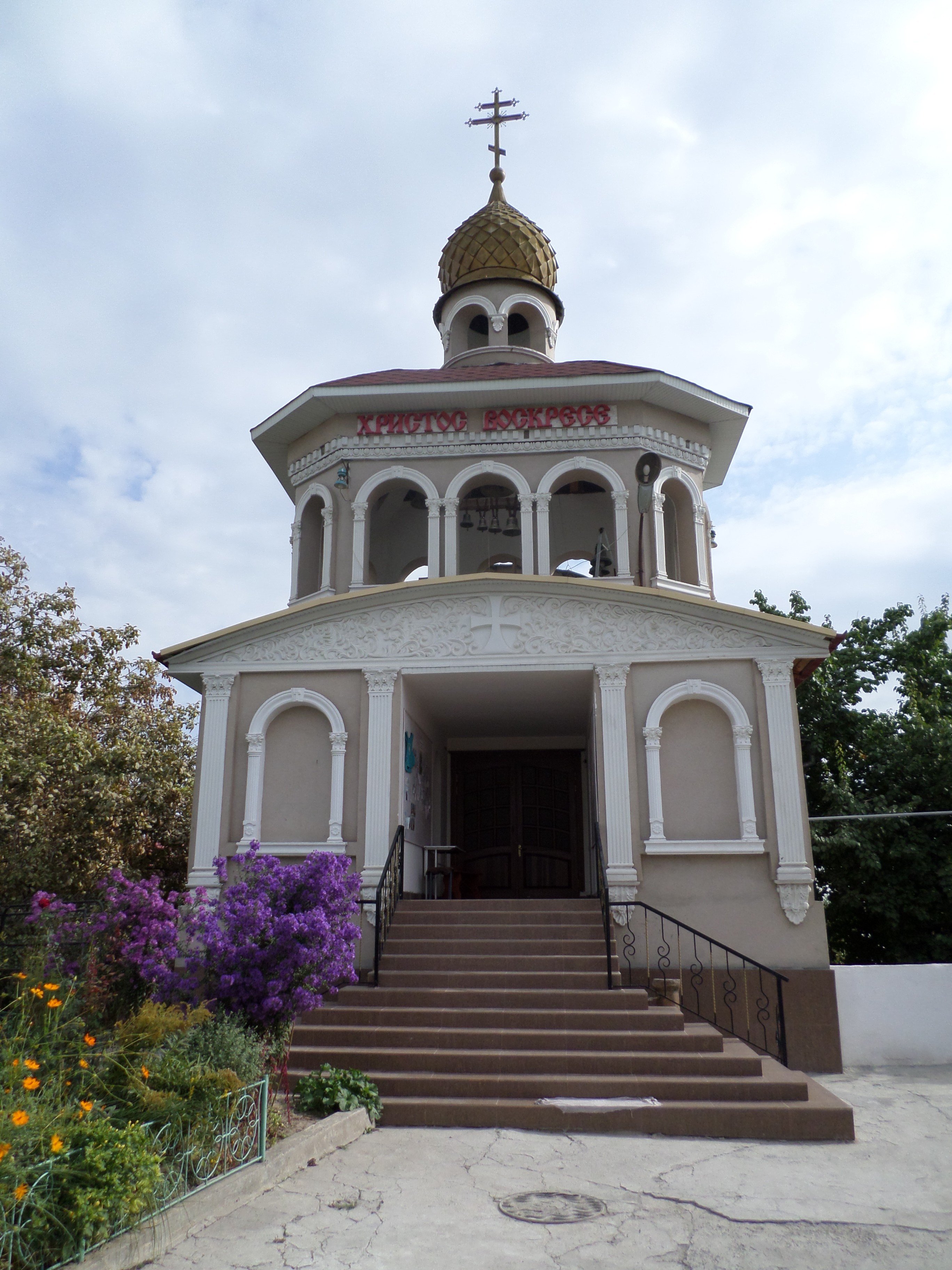
Новое здание крестильни
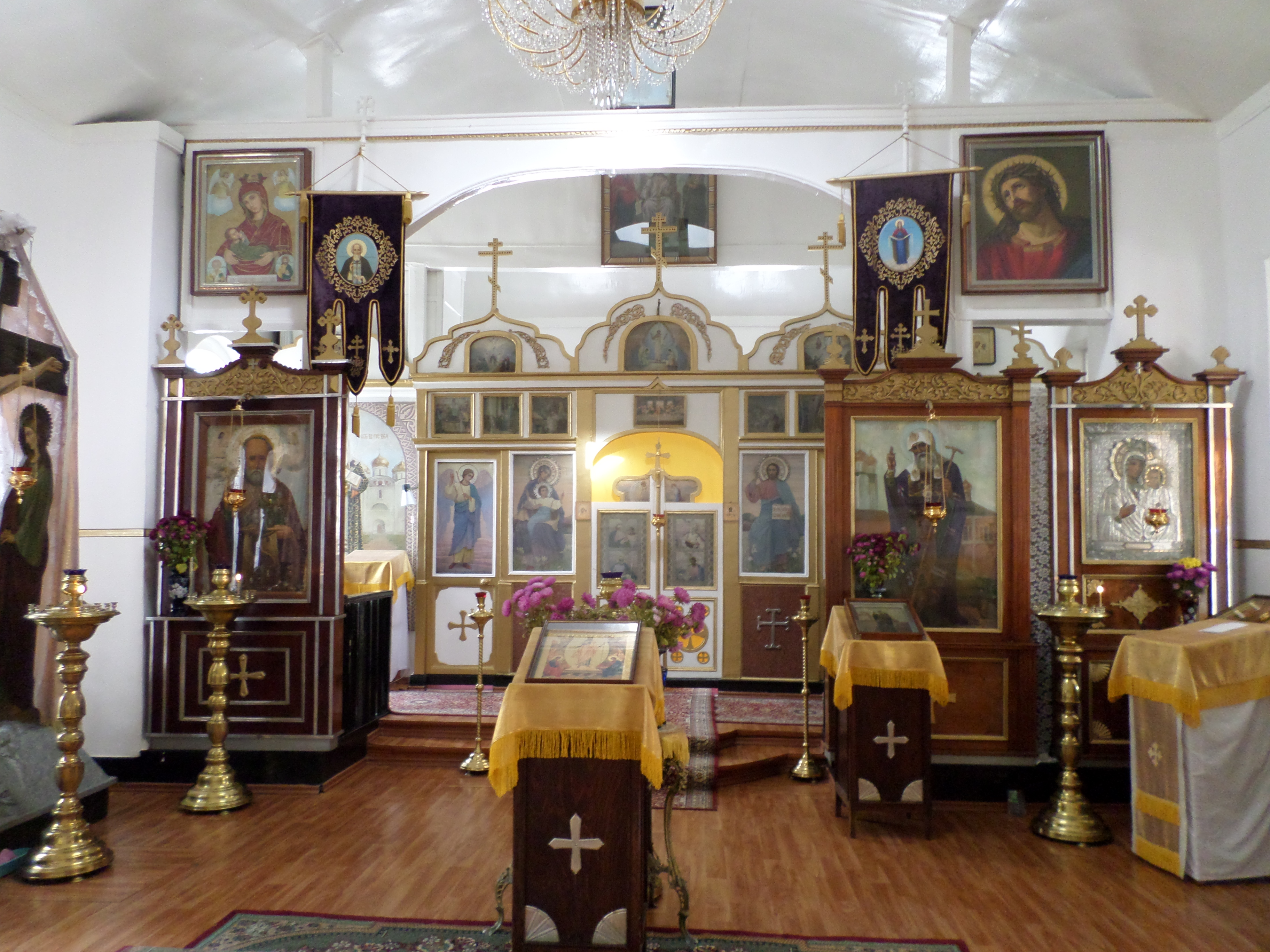
Иконостас
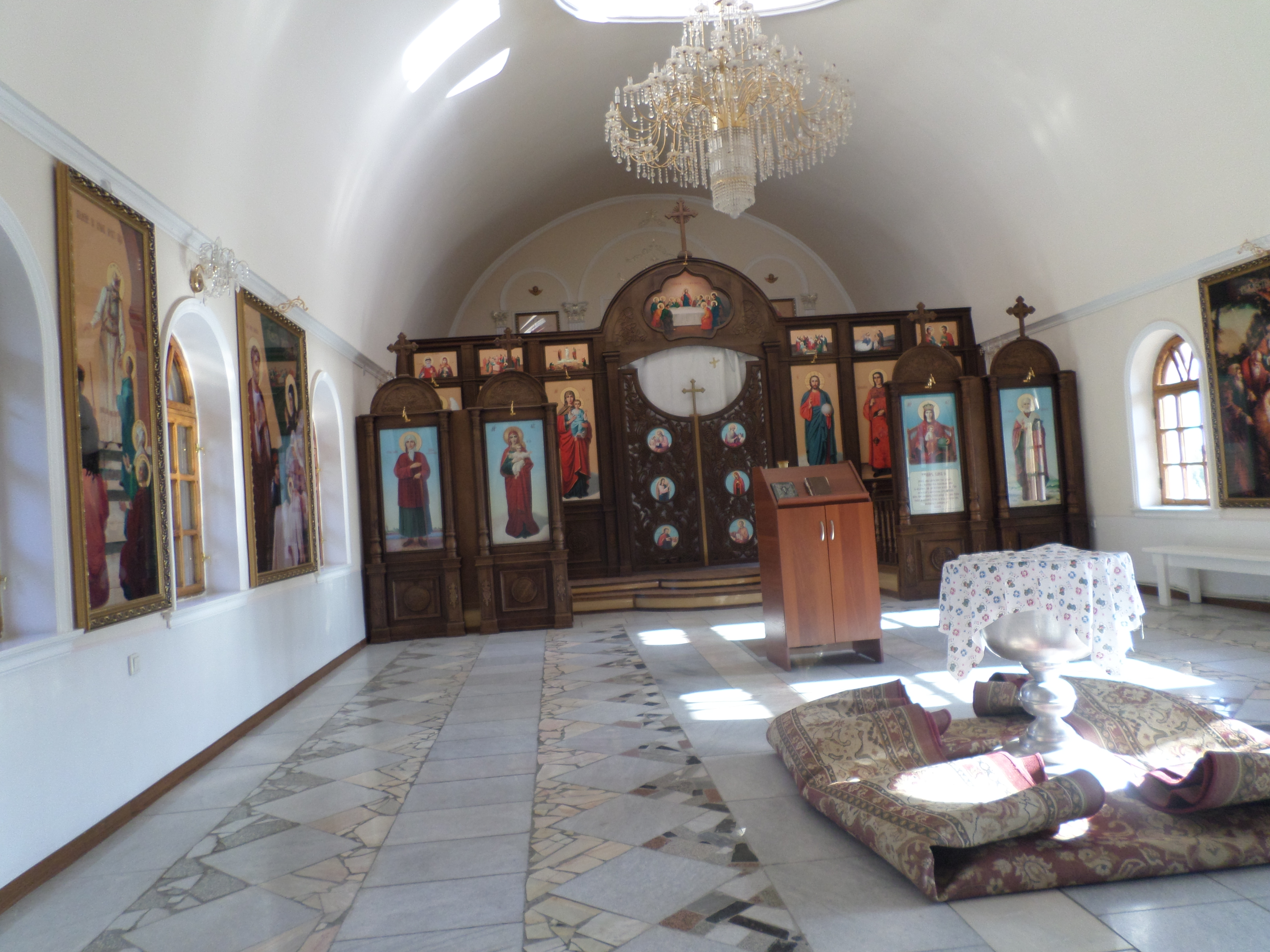
Крестильня